# Himalayabosmuis
De Himalayabosmuis (Apodemus gurkha) is een knaagdier uit het geslacht bosmuizen (Apodemus) dat voorkomt in Nepal. Deze soort is alleen gevonden in naaldwouden op 2200 tot 3600 m hoogte in het midden van het land. Deze soort wordt meestal met andere Oost-Aziatische soorten in het ondergeslacht Alsomys geplaatst, maar vormt genetisch een zeer sterk verschillende groep, een van de drie oude groepen die binnen het geslacht geïdentificeerd zijn. Het karyotype bedraagt 2n=48.